# Lacs Verts (3 lacs)
Les lacs Verts sont des lacs pyrénéens français situés administrativement dans la commune de Barèges dans le département français des Hautes-Pyrénées, dans le Lavedan en Occitanie.
Le lac a une superficie de 1 ha pour une altitude de 2 650 m il atteint une profondeur de 5 m.

## Géographie
Les lacs Verts se trouvent dans le massif du Néouvielle surplombé par le pic de la Coume de l'Ours (2 885 m) au sud, le Campanal de Larrens (2 712 m) à l’ouest.
Ils sont au nord des lacs de Maniportet (Glacé et Bleu) et à l’est des lacs d’Estelat (Inférieur et Supérieur)

### Topographie
|                       |                                    |                                |
| Lac Estelat supérieur | lacs Verts (3 lacs)                | Brèche de Chausenque (2 790 m) |
|                       | Lacs de Maniportet (Glacé et Bleu) | Pic de Néouvielle (3 091 m)    |

### Hydrographie
Les lacs sont alimentés par les eaux du glacier de Maniportet et des lacs de Maniportet (Glacé et Bleu).

### Géologie
Les lacs Verts sont des lacs glaciaires de montagne, dont la formation se passe en trois étapes majeures :
1) À l'Éocène vers −40 Ma se forme la chaîne des Pyrénées à la suite de la remontée vers le nord de la plaque africaine qui entraîne avec elle la plaque ibérique. Cette dernière glisse alors sous la plaque eurasiatique située plus au nord, ce qui entraîne le plissement, le relèvement et le charriage des couches géologiques de la croûte terrestre.
2) À partir du Pliocène puis surtout du Pléistocène, de −5 Ma à −10 000 ans, un refroidissement général du climat entraîne la formation de glaciers et d'une érosion glaciaire (vallées, cirques, moraines, ombilics, etc) dans toute la chaîne des Pyrénées.
3) Depuis l'Holocène, à partir de −10 000 ans, un redoux climatique entraîne la disparition des glaciers et la formation dans leur sillage de nombreux lacs glaciaires qui sont de deux sortes :
- le lac de verrou qui se forme dans un ombilic glaciaire formant un creux naturel et terminé par un verrou glaciaire rocheux.
- le lac de moraine qui se forme derrière une moraine agissant comme un barrage naturel.

## Protection environnementale
Les lacs sont situés sur une zone naturelle protégée, classée ZNIEFF de type 1 : Massif en rive gauche du Bastan et de type 2 : Vallées de Barèges et de Luz.

## Voies d'accès
Les lacs Verts sont accessibles par le côté nord au départ de Barèges par le sentier de grande randonnée au pied du funiculaire du pic de l'Ayré en direction du lac de la Glère et de son refuge et continuer vers le sud vers le Turon de Néouvielle.